# Beresztóc
Beresztóc (1898-ig Bresztovácz, szerbül Банатски Брестовац / Banatski Brestovac, németül Rustendorf) falu Szerbiában, a Vajdaságban, a Dél-bánsági körzetben. Közigazgatásilag Pancsova községhez tartozik.

## Fekvése
Pancsovától 20 km-re délkeletre, a Duna bal partján fekszik.

## Népesség
1910-ben 3782 lakosából 44 fő magyar, 2379 fő német, 11 fő román, 1 fő horvát, 1306 fő szerb, 11 fő egyéb anyanyelvű volt. Ebből 2385 fő római katolikus, 2 fő görögkatolikus, 3 fő református, 29 fő ág. hitv. evangélikus, 1326 fő görögkeleti ortodox, 7 fő izraelita vallású volt. A lakosok közül 2148 fő tudott írni és olvasni, 583 lakos tudott magyarul.

### Demográfiai változások
| 1948 | 1953 | 1961 | 1971 | 1981 | 1991 | 2002 | 2011 |
| ---- | ---- | ---- | ---- | ---- | ---- | ---- | ---- |
| 4068 | 4289 | 4322 | 3809 | 3865 | 3715 | 3517 | 3251 |